# Голенић
Голенић (хрв. Golenić) је насељено место у саставу града Слатине, Вировитичко-подравска жупанија, Хрватска.

## Историја
До територијалне реорганизације у Хрватској био је у саставу старе општине Подравска Слатина.

## Становништво
У попису становништва из 2011. године, Голенић је имао 22 становника.
| Број становника према пописима | Број становника према пописима | Број становника према пописима | Број становника према пописима | Број становника према пописима | Број становника према пописима | Број становника према пописима | Број становника према пописима | Број становника према пописима | Број становника према пописима | Број становника према пописима | Број становника према пописима | Број становника према пописима | Број становника према пописима | Број становника према пописима | Број становника према пописима |
| ------------------------------ | ------------------------------ | ------------------------------ | ------------------------------ | ------------------------------ | ------------------------------ | ------------------------------ | ------------------------------ | ------------------------------ | ------------------------------ | ------------------------------ | ------------------------------ | ------------------------------ | ------------------------------ | ------------------------------ | ------------------------------ |
| 1857                           | 1869                           | 1880                           | 1890                           | 1900                           | 1910                           | 1921                           | 1931                           | 1948                           | 1953                           | 1961                           | 1971                           | 1981                           | 1991                           | 2001                           | 2011                           |
| 0                              | 26                             | 30                             | 43                             | 49                             | 190                            | 165                            | 216                            | 310                            | 295                            | 210                            | 139                            | 89                             | 53                             | 35                             | 22                             |

Напомена: Године 1857. подаци су садржани у насељу Лукавац. До 1900. исказивано као део насеља.

### Попис1991.
У попису становништва из 1991. године, Голенић је имао 53 становника, следећег националног састава:
| Попис 1991.‍ | Попис 1991.‍ | Попис 1991.‍ | Попис 1991.‍ | Попис 1991.‍ |
| ----------- | ----------- | ----------- | ----------- | ----------- |
|             |             |             |             |             |
| Хрвати      | Хрвати      |             | 48          | 90,56%      |
| Срби        | Срби        |             | 3           | 5,66%       |
| Југословени | Југословени |             | 2           | 3,77%       |
| укупно: 53  |             |             |             |             |

### Попис1910.
| Голенић | Голенић |
| --- | --- |
| језик | вера |
| укупно: 190 Српски 54 (28,42%) Хрватски 51 (26,84%) Мађарски 48 (25,26%) Немачки 19 (10,00%) Чешки 17 (8,94%) остали 1 (0,52%) | <div style="border:solid transparent;position:absolute;width:100px;line-height:0;<div style="border:solid transparent;position:absolute;width:100px;line-height:0;<div style="border:solid transparent;position:absolute;width:100px;line-height:0; укупно: 190 Римокатолици 128 (67,36%) Православци 54 (28,42%) Калвинисти 8 (4,21%) - (-%) |